# Scymnus caurinus
Scymnus caurinus är en skalbaggsart som beskrevs av Horn 1895. Scymnus caurinus ingår i släktet Scymnus och familjen nyckelpigor. Inga underarter finns listade i Catalogue of Life.